# Крымский тупик
Кры́мский тупик — улица в центре Москвы на Якиманке. Расположен между улицей Крымский Вал (выходит через арку дома № 6) и Большой Якиманкой (между домами № 50 и 52).

## Происхождение названия
Назван в конце XIX века по улице Крымский Вал, к которой примыкает. Ранее назывался Ивановский тупик или Воинственнический тупик по церкви Иоанна Воина (Воинственника) на Якиманке, у которой оканчивался. В середине XIX века назывался Ивановский переулок.

## История
Тупик возник при застройке этой местности в начале XIX века и прошёл параллельно Большой Якиманке от Крымского вала до ограды церкви Иоанна Воина. После того, как в 1963—1964 годах на Крымском валу был построен дом № 6, тупик получил выход на Крымский Вал через арку этого дома.